# Honda Motor Football Club 1986-1987
Questa voce raccoglie le informazioni riguardanti l'Honda Motor Football Club nelle competizioni ufficiali della stagione 1986-1987.

## Rosa
Dopo un buon inizio che lo aveva portato sino alle semifinali di Coppa di Lega l'Honda Motor, che nel precampionato aveva mantenuto sostanzialmente invariata la propria squadra (l'unico elemento di peso introdotto fu il centrocampista Yasuharu Kurata, proveniente dall'università di Tsukuba), navigò nelle posizioni medio-basse della Japan Soccer League. e fu eliminato ai quarti di finale di Coppa dell'Imperatore

## Maglie e sponsor
Le nuove divise, prodotte dalla Asics, vedono la reintroduzione del colore blu, dominante nelle maglie per le gare interne. Il motivo ornamentale è caratterizzato da una doppia striscia sulla spalla e da una bianca sui calzoncini con l'iscrizione Honda.
| Manica sinistra · Manica sinistra · Maglietta · Maglietta · Manica destra · Manica destra · Pantaloncini · Calzettoni | Manica sinistra · Manica sinistra · Maglietta · Maglietta · Manica destra · Manica destra · Pantaloncini · Calzettoni |  |

## Rosa
| N. |                     | Ruolo | Calciatore               |
| -- | ------------------- | ----- | ------------------------ |
| 1  | Giappone (bandiera) | P     | Masataka Imai            |
| 2  | Giappone (bandiera) | D     | Kazuhito Amma (capitano) |
| 3  | Giappone (bandiera) | D     | Toshimitsu Furukoshi     |
| 4  | Giappone (bandiera) | C     | Yasuharu Kurata          |
| 5  | Giappone (bandiera) | D     | Masaru Atsumi            |
| 6  | Giappone (bandiera) | C     | Yoshikazu Kumagai        |
| 7  | Giappone (bandiera) | D     | Mikiya Kanzaki           |
| 8  | Giappone (bandiera) | C     | Toshinobu Katsuya        |
| 9  | Giappone (bandiera) | A     | Kenji Miyazaki           |
| 10 | Giappone (bandiera) | C     | Takashi Sekizuka         |
| 11 | Giappone (bandiera) | A     | Masanao Sasaki           |

| N. |                     | Ruolo | Calciatore       |
| -- | ------------------- | ----- | ---------------- |
| 12 | Giappone (bandiera) | A     | Shigeru Ando     |
| 13 | Giappone (bandiera) | C     | Isao Sagaba      |
| 14 | Giappone (bandiera) | C     | Matsuichi Yamada |
| 15 | Giappone (bandiera) | C     | Sugao Kambe      |
| 16 | Giappone (bandiera) | D     | Makoto Hirata    |
| 17 | Giappone (bandiera) | D     | Takao Nonaka     |
| 18 | Giappone (bandiera) | D     | Osamu Chiba      |
| 19 | Giappone (bandiera) | A     | Shigemitsu Egawa |
| 20 | Giappone (bandiera) | D     | Shigeaki Araki   |
| 21 | Giappone (bandiera) | P     | Kenji Yoshida    |
| 22 | Brasile (bandiera)  | C     | Messias          |

## Statistiche

### Statistiche di squadra
| Competizione          | Punti | Totale | Totale | Totale | Totale | Totale | Totale | DR  |
| Competizione          | Punti | G      | V      | N      | P      | Gf     | Gs     | DR  |
| --------------------- | ----- | ------ | ------ | ------ | ------ | ------ | ------ | --- |
| JSL Division 1        | 20    | 22     | 6      | 8      | 8      | 20     | 24     | -4  |
| JSL Cup               | -     | 4      | 3      | 1      | 0      | 13     | 3      | +10 |
| Coppa dell'Imperatore | -     | 3      | 2      | 1      | 0      | 10     | 3      | +7  |
| Totale                | -     | 29     | 11     | 10     | 8      | 43     | 30     | +13 |